# Alajos Károlyi

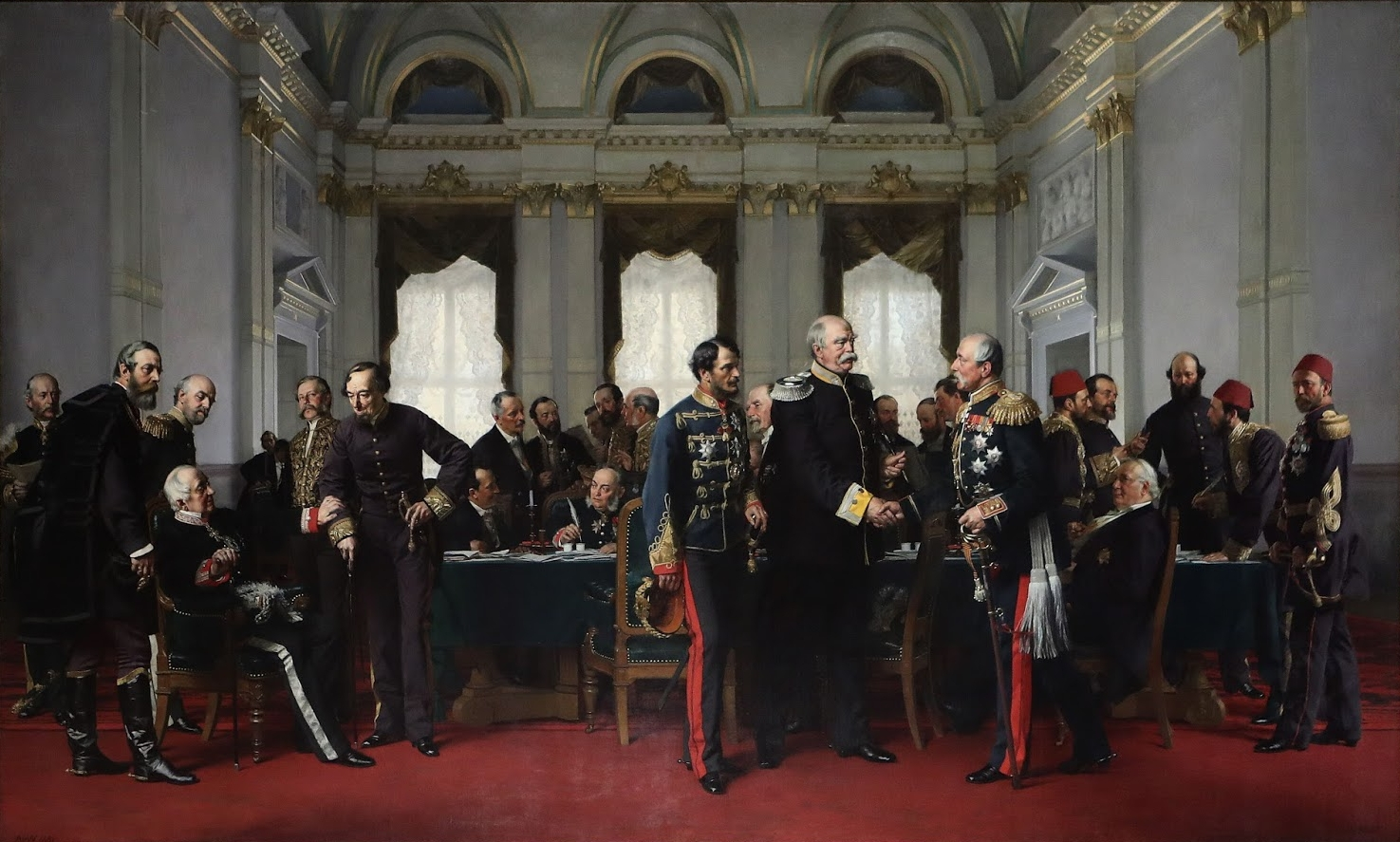
Alajos Károlyi beim Berliner Kongress als 2. von links
Gemälde von Anton von Werner (1881)

Graf Alajos Károlyi von Nagykároly (* 8. August 1825 in Wien, Kaisertum Österreich; † 2. Dezember 1889 in Tótmegyer, Österreich-Ungarn) war ein ungarischer österreichischer Diplomat.

## Leben
Alajos Károlyi entstammte einer adligen ungarischen Familie. Er trat dem österreichischen Diplomatischen Dienst bei und war in den verschiedenen Hauptstädten Europas eingesetzt. 1858 war er in einer besonderen Mission in St. Petersburg, um Russlands Unterstützung gegen Napoleon III. zu erhalten. Als österreichischer Botschafter in Berlin handelte er das Bündnis mit Bismarck in Deutsch-Dänischen Krieg aus, wie auch 1866 das Zerwürfnis mit Bismarck im Deutschen Krieg. Er war 1866 wesentlich am Vorfrieden von Nikolsburg beteiligt. Als Gesandter Österreich-Ungarns blieb er auch nach der Reichsgründung 1871 in Berlin und vertrat sein Land beim Berliner Kongress. Aus Anlass des Dreikaisertreffens im September 1872 wurden er und der russische Botschafter Paul von Oubril in Berlin gemeinsam von Kaiser Wilhelm mit dem Schwarzen Adlerorden ausgezeichnet, was zu einem Zornausbruch bei dem vorher nicht konsultierten Bismarck (der lediglich Vasen als Geschenk vorgesehen hatte) führte, und zum Rücktritt des deutschen Unterstaatssekretärs im Auswärtigen Amt Hermann von Thile. Ab 1878 war er Gesandter Österreich-Ungarns in London, bevor er seinen Ruhestand in Ungarn antrat.

## Trivia
Kurz vor Ausbruch des Konfliktes Preußens mit Österreich verlangte Károlyi im Namen seiner Regierung, dass Bismarck sich klar dazu äußern solle, ob er den Vertrag von Gastein gewillt sei einzuhalten oder nicht. „Natürlich will ich das“, erwiderte Bismarck. „Denken Sie, ich würde Ihnen anders antworten, wenn ich es nicht wollte?“